# René Étiemble

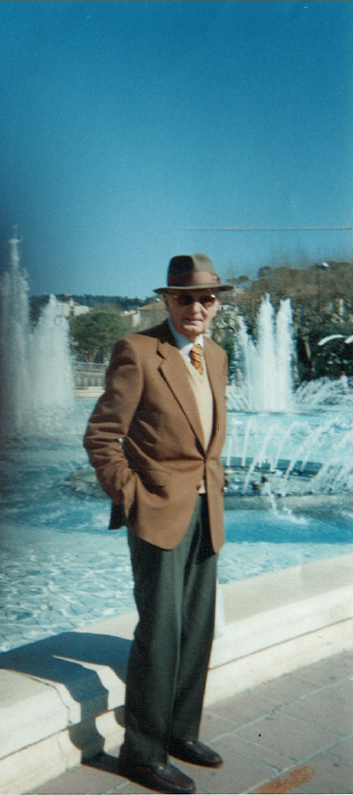
René Étiemble in 1998

René Étiemble (Mayenne, 26 januari 1909 – Vigny bij Marville-Moutiers-Brûlé, 7 januari 2002), bekend onder zijn schrijversnaam Étiemble, was een Frans hoogleraar, schrijver, linguist, sinoloog en polemist.

## Levensloop
Étiemble behoorde tot een familie afkomstig uit Dieppe. Hij was een zoon van de handelsreiziger Ernest Étiemble en de modiste Angèle Falaise, maar werd vroeg wees. Hij trouwde tweemaal. In 1963 hertrouwde hij met Jeannine Kohn bij wie hij een dochter had, Sylvie Étiemble. Rachel Étiemble is een kleindochter uit zijn eerste huwelijk.
Na lagere en middelbare studies in Mayenne en Laval, trok Étiemble naar Parijs en studeerde vanaf 1929 aan de École normale supérieure in de Rue d'Ulm. Eenmaal afgestudeerd begon hij aan zijn publieke leven.
Van 1933 tot 1936 was hij bursaal van de Fondation Thiers. In 1934 reisde hij naar Moskou. Étiemble werd politiek actief als lid van de cryptocommunistische Association des écrivains et artistes révolutionnaires, een groepering van antifascistische schrijvers. Hij was echter al snel ontgoocheld door het communisme, waar hij in 1936 mee brak en verklaarde alles verkieslijker te achten dan het stalinisme, met zijn grote politieke processen die in Moskou plaatsvonden. Om aan de Parijse kringen te ontsnappen aanvaardde hij een leraarspost in Beauvais.
Na zijn leraarschap in Beauvais en een reis naar Mexico, werd hij hoogleraar aan de Universiteit van Chicago, tot in 1943. Hij werkte vervolgens gedurende enkele maanden voor de Office of War Information in New York.
Einde 1943 verhuisde hij naar Egypte en werd er hoofd van de Franse afdeling aan de Universiteit van Alexandrië. Samen met de rector, Taha Hussein, stichtte hij in 1945 het tijdschrift Valeurs. In 1948 werd hij hoogleraar aan de universiteit van Montpellier. In 1955 werd hij aangesteld als hoogleraar vergelijkende literatuur aan de Sorbonne, waar hij tot in 1978 bleef doceren.
Etiemble was een groot reiziger: Antillen, Mexico, Verenigde Staten, Egypte, Sovjet-Unie, Hongarije, China, Japan, India enz. De reizen openden zijn ogen en hij verloor veel van zijn socialistische en al zijn communistische overtuigingen. Hij beschreef zichzelf voortaan als een linkse humanist.

## China
Vanaf de jaren dertig stortte Étiemble zich op de studie van de Chinese taal, filosofie en politiek.
In 1934 stichtte hij, samen met Louis Laloy, André Malraux en Paul Vaillant-Couturier, de vereniging Les Amis du peuple chinois en steunde hij Mao Zedong. Ondanks zijn breuk met het stalinisme, bleef hij vele jaren een aanhanger van Mao.
Er kwam uiteindelijk een breuk in de jaren zestig. Étiemble polemiseerde met Philippe Sollers en diens maoïstisch tijdschrift Tel Quel. Hij loofde ook de kritische geschriften van Simon Leys. In 1976 publiceerde hij Quarante ans de mon maoïsme dat hij beschreef als "een gewetensonderzoek vanwege een van die dommeriken die in 1934 een vereniging oprichtte ter ondersteuning van Mao".
In zijn talrijke werken over China, onder meer in zijn Confucius heeft hij zijn grote bewondering voor de Chinese cultuur tentoongespreid, een cultuur die hij beschouwde als ten onrechte ondergewaardeerd in de westerse wereld.

## De comparatieve literatuur
Étiemble was een pionier van wat de 'vergelijkende letterkunde' is genoemd. Hij kreeg hiervoor in 1988 de Balzanprijs. Als motivatie voor deze toekenning werd gesteld: "Omdat hij in zijn opzoekingen en zijn talrijke essays, de theoretische problematiek van de vergelijkende letterkunde heeft bestudeerd en omdat hij met grote intellectuele eerlijkheid de persoonlijke kwaliteiten van enkele grote auteurs uit verschillende culturen tot hun recht heeft laten komen."
Hij mag worden beschouwd als de initiatiefnemer die de vergelijkende letterkunde in de Franse letteren binnenbracht. Een eerste voorbeeld hiervan was zijn Le Mythe de Rimbaud, die de literaire receptie van Rimbaud analyseerde: hoe het oeuvre gelezen en de persoon van de auteur bekeken werden, begrepen werden, geïnterpreteerd of vervormd werden tot "mythe" zowat overal ter wereld.
Étiemble zette zich in voor het beschrijven van de geschiedenis van de culturele banden tussen China en Europa door de eeuwen heen.
Ook op veel andere domeinen heeft hij de comparatieve literatuur met concrete voorbeelden tot leven gebracht. Een aantal van deze inspanningen werden bijeengebracht in zijn Essais de littérature universelle.
Zijn studies baseerde hij op de overtuiging die al door Goethe was verwoord van de Weltliteratur. Literatuur en cultuur waren geen zuivere en van elkaar afgesloten entiteiten. Sinds altijd beïnvloeden de culturen en de ideeën elkaar, soms zelfs zonder dat men het merkt.
Vooral wat betreft de grote categorieën van de poëzie worden de taalgrenzen volgens hem overschreden en krijgen de geschriften slechts hun volle betekenis bij een universele benadering. Een van zijn voorbeelden was de absurditeit die er in bestond de Europese heldendichten te bestuderen, zonder ze te vergelijken met de epische literatuur in het Perzisch, het Chinees, het Indisch enz.
Hij heeft tot het literaire mondialisme bijgedragen door zijn activiteiten als auteur, als vertaler, als criticus, als collectie-directeur en als hoogleraar. Hij onderhield ook onophoudelijk contacten met intellectuelen en schrijvers uit alle werelddelen en moedigde zijn studenten aan om studies te ondernemen in het kader van de vergelijkende letterkunde.

## Literair directeur en criticus
Étiemble heeft op een aantal domeinen richting gegeven door als literair directeur en verantwoordelijke op te treden. Hij was onder meer:
- literair directeur voor de éditions du Scarabée,
- directeur van de collectie Connaissance de l'Orient bij Gallimard, die tot doel had de Aziatische literatuur (Chinese, Japanse, Vietnamese, Indische) beter bekend te maken in Frankrijk.

Hij publiceerde veel teksten met literaire kritiek in:
- La Nouvelle Revue française;
- Les Temps modernes (1946-1952);
- Le Monde.

## Verdediger van de taalzuiverheid
In zijn bekendste boek, Parlez-vous franglais? (1964), verdedigde Étiemble de zuiverheid van de taal en hield voor dat Frans en Engels elkaars terrein niet moesten bezoedelen, maar zich elk volgens hun eigen aard moesten ontwikkelen.
Hij aanvaardde wel dat sommige woorden een eigen leven waren gaan leiden in de andere taal. Hij gaf voorbeelden uit het Engels, zoals bowling green, dat in het Frans boulingrin werd, packet-boat dat paquebot werd en riding-coat dat redingote werd.
Étiemble was echter zeer gekant tegen anglicismen. Door het uitvinden van het neologisme "franglais" gaf hij een herkenbaar gezicht aan hetgeen waar hij tegen streed, namelijk de opdringerige import van Angelsaksische woorden in het Frans.

## Publicaties
- Rimbaud, Parijs, Gallimard, 1936, herzien en vermeerderd in 1950, 1966 en 1991.
- L'Enfant de chœur, roman, Parijs, Gallimard, 1937.
- Notre paix, 1941.
- Proust et la crise de l'intelligence, ed. Valeurs, 1945.
- Six Essais sur trois tyrannies, Éditions de la Revue Fontaine, 1947.
- Peaux de couleuvre, roman, Parijs, Gallimard, 1948.
- Le Mythe de Rimbaud : Structure du mythe , Parijs, Gallimard, 1952 herziene druk in 1961 met correcties en toevoegingen die in 1952 door de uitgever waren gecensureerd.
- Hygiène des lettres, I : Premières notions, Parijs, Gallimard, 1952.
- Le Mythe de Rimbaud : Genèse du mythe (1869-1949), Parijs, Gallimard, 1954, herziene uitgave in 1968.
- Hygiène des lettres, II : Littérature dégagée, Parijs, Gallimard, 1955.
- Confucius, Parijs, Gallimard, 1956.
- Hygiène des lettres, III : Savoir et goût, Parijs, Gallimard, 1958.
- Tong Yeou Ki ou Le Nouveau Singe pèlerin, Parijs, Gallimard, 1958.
- Supervielle, Parijs, Gallimard, 1960.
- L'Orient philosophique au XVIIIe siècle, 3 volumes, Parijs, Centre de documentation universitaire, 1961.
- Blason d'un corps, Parijs, Gallimard, 1961.
- Le Mythe de Rimbaud: l'année du Centenaire,Parijs, Gallimard, 1961,  herziene en vermeerderde uitgave in 1968.
- L'écriture, Parijs, Gallimard, 1961, nieuwe uitgave 1973.
- Connaissons-nous la Chine?, Parijs, Gallimard, 1964.
- Parlez-vous franglais?, Parijs, Gallimard, 1964, herziene en vermeerderde drukken in 1973 en 1980.
- Hygiène des lettres, IV : Poètes ou faiseurs?, Parijs, Gallimard, 1966.
- Hygiène des lettres, V : C'est le bouquet!, Parijs, Gallimard, 1967.
- Le Babélien, 1968.
- Le Jargon des sciences, 1968.
- Le Sonnet des voyelles: De l'audition colorée à la vision érotique, Parijs, Gallimard, 1968.
- Retours du monde, Parijs, Gallimard, 1969.
- Correspondance avec Jules Supervielle (1936-1959), Parijs, Seyes, 1969.
- Essai sur l'érotisme et l'amour dans la Chine ancienne, 1969.
- L'Art d'écrire, 1970.
- Les Jésuites en Chine: La querelle des rites (1552-1773), Parijs, Gallimard, 1973.
- Essais de littérature (vraiment) générale, Parijs, Gallimard, 1974, vermeerde druk in 1975.
- Mes contre-poisons, Parijs, Gallimard, 1974.
- Quarante ans de mon maoïsme: 1934-1974, Parijs, Gallimard, 1976.
- Comment lire un roman japonais?, 1980.
- Le Kyoto de Kawabata, 1980.
- Trois femmes de race, Parijs, Gallimard, 1981.
- Quelques essais de littérature universelle, Parijs, Gallimard, 1982.
- Rimbaud, système solaire ou trou noir?, Parijs, PUF, 1984.
- Le Cœur et la Cendre : Soixante ans de poésie, 1985.
- Racismes, précédé de Les racismes vécus par Jeanine Kohn-Étiemble, 1986.
- L'Érotisme et l'Amour, Arléa, 1987.
- Ouverture(s) pour un comparatisme planétaire, Parijs, Christian Bourgois, 1988.
- Lignes d'une vie: Naissance à la politique ou Le Meurtre du Père, Arléa, 1988.
- L'Europe chinoise, I: De l'Empire romain à Leibniz, Parijs, Gallimard, 1988.
- L'Europe chinoise, II: De la sinophilie à la sinophobie, Parijs, Gallimard, 1989.
- Lignes d'une vie 2: Le meurtre du petit père, Arléa, 1990.
- Vingt-cinq ans après, 1991.
- Nouveaux essais de littérature universelle, Parijs, Gallimard, 1992.
- Propos d'un emmerdeur: Entretiens sur France Culture avec Jean-Louis Ezine, Arléa, 1994.
- Du haïku, Kwok On, 1995.

### Andere uitgaven
- Publicatie van twee volumes in de Pleiade, Les romanciers du XVIIIe siècle.
- Publicatie in de Pleiade van Les Philosophes taoïstes, 1980.
- Vertalingen van Giuseppe Antonio Borgese en T. E. Lawrence.